# چینیولو دیزولا
چینیولو دیزولا (به ایتالیایی: Chignolo d'Isola) یک کومونه در ایتالیا است که در استان برگامو واقع شده‌است. چینیولو دیزولا ۵٫۳ کیلومتر مربع مساحت و ۲٬۸۴۹ نفر جمعیت دارد و ۲۲۹ متر بالاتر از سطح دریا واقع شده‌است.